# Vila Nova do Sul
Vila Nova do Sul est une municipalité brésilienne située dans l'État du Rio Grande do Sul.